# Grido Helado
Helacor S.A., es una empresa argentina elaboradora y franquiciante de las marcas de cremas heladas Grido y Vía Bana; y de alimentos congelados, Frizzio. La empresa fue creada a principios de la década del 2000.  
Fundada en el año 2000. Grido es en la actualidad la cuarta cadena de comercialización de helados a nivel mundial. Sus locales tienen más que 250 millones de visitas cada año. Con más de 1.920 franquicias distribuidas en Argentina, Chile, Uruguay, Paraguay y Perú, Grido se posiciona como uno de los grandes referentes en el mercado de helados en Sudamérica y del mundo. Vía Bana cuenta con más de 60 franquicias y más de 450 heladerías sociales en barrios de menores recursos en diferentes puntos de Argentina.

## Historia
Helacor S.A. nace como un emprendimiento de la familia Santiago, gracias a tres generaciones de experiencia en el mercado del helado. A inicios del siglo 21, en plena crisis socioeconómica en Argentina, se observaba un mercado heladero desatendido y con escaso desarrollo. El helado era visto como un postre de fin de semana, la heladería como un negocio de verano y la oferta de cremas heladas no incluía opciones de buena relación precio - calidad.  
La industria heladera argentina presentaba un notable retraso. Dichas condiciones determinaban un consumo per cápita de helado de tan solo 3 kilogramos anuales, muy bajo en comparación a otros países del continente, y del mundo. Este contexto fue percibido por la familia Santiago como una oportunidad.  
En el año 2000 emprenden el desarrollo de las primeras heladerías “Grido”.   

## Desarrollo industrial
La planta se encuentra ubicada en el Parque Industrial Ferreyra, Capital de Córdoba (Argentina). Dentro de un terreno de más de 50 000 m², sus instalaciones ocupan 17 000 m² cubiertos. La capacidad de producción alcanza los 25 000 kilogramos por hora. De esta manera, durante la temporada 2017-2018 se alcanzó la producción máxima de 70 399 697 de kilogramos de helado. La temporada pasada, 2019 - 2020 cerró con una producción total de 66.136.425 kilos. Esto la convierte en la principal planta de producción de helados del país.
La fábrica cuenta con laboratorio de calidad propio y la automatización de procesos claves tales como concentración de leche, pasteurización, homogeneización, maduración e higiene de maquinarias con limpieza cip. Esto permite asegurar la elaboración de un alimento inocuo y saludable.

## Franquicias
Helacor S.A. comercializa sus productos en las franquicias Grido. Actualmente dicha marca posee más de 1.900 franquicias ubicadas en Argentina, Chile, Uruguay, Paraguay y Perú. Además se pueden encontrar la línea de productos impulsivos o envasados en comercios, kioscos, o almacenes, que son abastecidos por los mismos franquiciados, dentro del denominado canal Store. 
Otro punto de contacto que Grido desarrolla es el Gastronómico, mediante el cual se acerca diferentes opciones de productos en restaurantes y bares. Una completa estructura comercial se encarga de acompañar a los franquiciados en la gestión de su negocio y la transmisión del know how de la marca. Adicionalmente, se facilita la provisión de servicios de capacitación, auditoría y supervisión para el progreso de cada franquicia.

## Participación en el mercado argentino
En Argentina, el share de mercado en relación con cadenas de comercialización de helados ubica a Grido en el primer lugar, con el 62,3% de participación.
| PUESTO | COMPAÑÍA            | MARCA      | SHARE |
| ------ | ------------------- | ---------- | ----- |
| 1      | Helacor S.A.        | GRIDO      | 62.3% |
| 2      | Grupo Pegasus S.A.  | FREDDO     | 8.9%  |
| 3      | Cremolatti S.R.L.   | CREMOLATTI | 6.6%  |
| 4      | Los Amores          | LOS AMORES | 3.8%  |
| 5      | Gelato Natural S.A. | CHUNGO     | 2.9%  |
| 6      | Grupo Proideas      | PERSICCO   | 2.1%  |

Fuente: Consultora Euromonitor (año 2016). Participación de cadenas de comercialización de helados sobre el total de la facturación del canal.